# Croce per i pellegrini di Gerusalemme
La Croce per i pellegrini di Gerusalemme (in latino: Signum Sacri Itineris Hierosolymitani detta anche Sacri Itineris) è un'onorificenza della Santa Sede.

## Storia
La medaglia venne istituita in maniera formale da papa Leone XIII nel 1901. ed è comunemente detta "Croce Leonina"; viene assegnata per il pellegrinaggio in terra santa, per la particolare benemerenza verso la Custodia di Terra Santa e per il sostegno prolungato nel tempo dei cristiani in Medio Oriente.
Il diritto di conferire questa insegna spetta al Custode di Terra Santa, che, in nome del Sommo Pontefice, ne decorerà i pellegrini benemeriti e le figure che hanno sostenuto particolarmente i Frati Custodi nonché le opere della Custodia e del Patriarcato, con particolare distinzione verso l’assistenza ai Cristiani di Terra Santa. È considerata, prescindendo da quelle concesse nell’ambito dell’Ordine del Santo Sepolcro, la più alta benemerenza della cristianità conferita in connessione alla Terra Santa. La classe oro, oggi molto rara, viene in particolare concessa come segno di gratitudine della Santa Sede, del Patriarcato e della Custodia per un prolungato lavoro di sostegno verso le Istituzioni cattoliche e verso le popolazioni di Terra Santa.

## Insegne
La medaglia consiste in una croce di Gerusalemme con un ritratto di Leone XIII al centro. Le traverse mostrano quattro scene della giovinezza e il ministero di Gesù:
- Annunciazione
- Natività di Gesù
- Battesimo di Gesù
- Eucaristia

Dall'altro lato, al centro della Croce: Cristo Risorto. Le traverse mostrano quattro scene della Passione:
- Gesù nel giardino del Getsemani
- Flagellazione di Cristo
- Coronazione di spine
- Crocifissione di Gesù

Il nastro è rosso, listata al centro da quattro strisce cerulee; i bordi saranno segnati da una linea bianca, rigata a centro in giallo-scuro.
Esistono tre gradi, e relative medaglie, di questa onorificenza pontificia:
- la croce d'oro;
- la croce d'argento;
- la croce di bronzo.

La decorazione però non viene mai spedita: è necessario andare a ritirarla.